# Monster Hunter
La franquicia Monster Hunter (モンスターハンター Monsutā Hantā?, lit. Cazador de monstruos) es una serie de videojuegos de rol de acción con temática fantástica que comenzó con el videojuego Monster Hunter para PlayStation 2, lanzado en 2004. Los títulos han sido publicados en una variedad de plataformas, que incluyen computadoras personales, consolas domésticas, consolas portátiles y dispositivos móviles. La serie es desarrollada y publicada por Capcom.
Los videojuegos son principalmente videojuegos de rol de acción. El jugador asume el papel de un cazador, que debe matar o atrapar monstruos grandes en varios entornos como parte de las misiones que les dan los locales. Como parte de su jugabilidad principal, los jugadores utilizan el botín obtenido al matar monstruos, reunir recursos y recompensas de misiones para crear armas, armaduras y otros objetos mejorados que les permitan enfrentarse a monstruos más poderosos. Todos los videojuegos de la serie principal cuentan con un modo multijugador (por lo general, hasta cuatro jugadores en partidas cooperativas), pero también se permite el modo de un solo jugador.
Al 31 de diciembre de 2018, la serie había vendido 53 millones de unidades en todo el mundo, principalmente en Japón y otros países asiáticos, donde ha proliferado debido a la popularidad de las características multijugador ad hoc de la serie en consolas portátiles. La franquicia Monster Hunter ha sido muy bien recibida en los mercados occidentales, pero en general ha languidecido en ventas, en parte debido a la alta y difícil curva de aprendizaje de los videojuegos. Sin embargo, con Monster Hunter: World (2018), Capcom se propuso atraer a una audiencia global utilizando el poder de las consolas domésticas y computadoras de gama alta, y lanzó el título simultáneamente en todo el mundo; Monster Hunter: World se convirtió en el videojuego más vendido de la franquicia a los 3 días de su lanzamiento y, en pocos meses, se convirtió en el videojuego más vendido de Capcom con más de 10 millones de unidades despachadas hasta agosto de 2018, con más del 70% de las ventas fuera de Japón.
Además de los videojuegos, la franquicia tiene dos animes basados en spin-offs, un manga y una serie de novelas ligeras. Una película se estrenó en 2020.

## Jugabilidad
Los videojuegos de la franquicia Monster Hunter son videojuegos de rol de acción, ambientados en un mundo de fantasía. Los jugadores asumen el papel de un cazador (Hunter) cuyo propósito es proteger una aldea o ayudar a investigar los grandes monstruos que vagan por las distintas áreas cercanas a la aldea. Esto generalmente se presenta a través de una serie de misiones para matar o atrapar a un monstruo, pero puede incluir numerosos desafíos opcionales.
La característica principal de Monster Hunter es su serie de actividades repetitivas con las que se ganan recompensas. El personaje del jugador no evoluciona como en los videojuegos de rol tradicionales y no tiene atributos intrínsecos. En cambio, las habilidades del cazador se definen por el equipo que seleccionan antes de salir en una misión. Los videojuegos tienen más de diez arquetipos de armas, como espada, hacha y arco, cada uno con varias habilidades de combate y una amplia gama de armas específicas que le proporcionan poder de ataque y la capacidad de infligir efectos de estado o elementales en un monstruo. Puede usar múltiples piezas de armadura que le proporcionan un valor defensivo, resistencias a ciertos tipos de ataques o efectos de estado y habilidades adicionales que aumentan los atributos del cazador mientras se encuentra en los alrededores. Puede usar equipo adicional sobre la armadura para mejorar esas habilidades. Mientras que el cazador comienza la partida con equipo básico y puede comprar algunos equipos, la mayor parte del equipo debe crearse recolectando recursos de los alrededores, incluidas las piezas que se tallan en los monstruos caídos o que se dan como recompensas por completar misiones con éxito. El bucle de la jugabilidad se convierte en uno de seleccionar el mejor equipo para derrotar a un monstruo específico y usar las partes de ese monstruo para hacer un mejor equipo y enfrentar monstruos aún más difíciles. Sin embargo, como las partes de monstruo que se obtienen se distribuyen en función de ciertos factores de rareza, un jugador puede necesitar cazar al mismo monstruo repetidamente para obtener las partes correctas.
Una vez que el jugador selecciona una misión y equipa a su cazador, ingresa a una de las zonas disponibles y debe rastrear al monstruo, así como recopilar otros recursos utilizados en la elaboración de armas, armaduras y objetos restaurativos. Mientras esté en la zona, el jugador debe cuidar la salud y la resistencia de su cazador. El cazador se desmayará si pierde toda su salud y será devuelto a la base donde puede continuar la misión, pero si se desmaya tres veces fallará la misión. La resistencia es consumida por la mayoría de los ataques y acciones del cazador, pero la puede recuperar rápidamente quedándose quieto. Sin embargo, si el cazador usa toda su resistencia, no podrá reaccionar hasta que se recupere por completo, dejándolo vulnerable a cualquier ataque. Los videojuegos ofrecen una serie de herramientas y otros equipos que el cazador puede usar para derrotar a un monstruo más fácilmente y recuperar la salud y la resistencia mientras estás en la zona de batalla. El combate se centra en que el jugador debe observar las señales de un monstruo antes de un ataque para poder esquivarlo y/o realizar un contraataque y buscar aberturas para ejecutar cadenas de combos de ataque, dependiendo del arma actual del cazador. En la mayoría de los casos, una vez que el jugador ha iniciado una acción, como una maniobra de combate o tomar un objeto de recuperación, no puede cancelar ese movimiento hasta que se complete su ciclo de animación (un método llamado "prioridad de animación"), que también puede dejar al cazador vulnerable al ataque de un monstruo a mitad de la maniobra. Además de obtener las partes de monstruos por completar una misión, el cazador es recompensado con Zenny, la moneda del juego.
Casi todos los videojuegos de Monster Hunter tienen un modo para un solo jugador; en estos videojuegos, el cazador suele ir acompañado de un Felyne o Palico, una criatura con aspecto de gato que le proporciona apoyo y habilidades ofensivas limitadas en combate. Los videojuegos más nuevos admiten modos cooperativos en línea para cuatro jugadores, lo que permite al grupo buscar versiones más fuertes de monstruos. Los videojuegos suelen tener una línea de misiones principal, con frecuencia llamadas misiones de "rango bajo", las que el jugador puede tardar hasta cincuenta horas en completar. Una vez completado, el videojuego proporciona misiones de "alto rango", con versiones más fuertes de monstruos a los que el jugador ha enfrentado previamente, así como nuevos monstruos aún no vistos y variantes únicas de estos monstruos, todos los cuales le proporcionan mejores componentes para armas y armaduras más poderosas, proporcionando cientos de horas de jugabilidad potencial después de las misiones principales.

## Historia
El primer videojuego de Monster Hunter fue uno de los tres títulos que Capcom había desarrollado para aprovechar la capacidad de procesamiento y las capacidades en línea de la PlayStation 2. Según Ryozo Tsujimoto, quien ha sido el productor de la serie desde Monster Hunter Freedom 2, en ese entonces la consola había disminuido la brecha con los videojuegos arcade en capacidades; los otros dos títulos de este tipo fueron Auto Modellista y Resident Evil Outbreak. Tsujimoto consideró a Monster Hunter como la culminación del trabajo de estos otros dos títulos una vez que fue lanzado. También sintió que el videojuego estaba destinado a tal jugabilidad cooperativa para que los jugadores de cualquier nivel de habilidad, trabajando con otros, pudieran sentirse realizados al derrotar criaturas gigantes. Monster Hunter fue un éxito, vendiendo más de 1 millón de copias, principalmente en Japón.
La serie despegó de manera explosiva en Japón con Monster Hunter Freedom para PlayStation Portable, y más aún una vez que se lanzó su secuela Monster Hunter Freedom 2, que permitía hasta cuatro jugadores a través de la red ad hoc de la consola. Generalmente, los sistemas portátiles son más populares en Japón y, debido a la alta densidad de población del país, fue fácil para los jugadores encontrar otras personas con las que podían cazar de forma cooperativa, lo que lo convirtió en un fenómeno en dicho país. James Miekle, que escribe para PC Gamer, trabajó para Q Entertainment y vivió en Japón durante el lanzamiento de Monster Hunter Portable 3rd, que fue el videojuego de PlayStation Portable más vendido de todos los tiempos y describió cómo, incluso durante el trabajo, los empleados realizaban sesiones improvisadas de Monster Hunter y hubo una amplia comercialización de los bienes de consumo de la franquicia.
Si bien Monster Hunter había tenido éxito en Japón, su popularidad en los mercados occidentales (principalmente en América del Norte y Europa) languideció. A diferencia de la cultura japonesa, los mercados occidentales favorecieron las consolas domésticas y las computadoras a mediados de la década de 2000 y debido a una menor densidad de población, la mayoría de los jugadores preferían los videojuegos en línea en lugar de las redes locales ad hoc. La serie también tuvo problemas con una curva de aprendizaje difícil que había hecho que los videojuegos se vieran menos atractivos en los mercados occidentales.
La serie tuvo poca popularidad en occidente hasta el lanzamiento de Monster Hunter 3 Ultimate en Nintendo 3DS, una consola que se había posicionado considerablemente en los mercados occidentales. Si bien la popularidad de Monster Hunter en occidente aún era un grupo de nicho, Capcom vio el potencial de un mayor crecimiento en ese mercado y tomó medidas para localizar mejor los próximos títulos para hacer la serie más atractiva; Monster Hunter 4 fue el primer videojuego de la serie en romper un millón de ventas en los mercados occidentales. Capcom reconoció que aún había espacio para un mayor crecimiento de la serie; en una entrevista en octubre de 2016, el presidente de Capcom, Kenzo Tsujimoto, dijo que estaban buscando aumentar la popularidad de los videojuegos en los mercados occidentales, reconociendo que las consolas de videojuegos como la PlayStation 4 y Xbox One tienen dominio en estas regiones sobre las consolas portátiles. Monster Hunter: World, la primera entrega importante de la serie dirigida a consolas domésticas y computadoras, fue desarrollado para ser más atractivo para los mercados occidentales sin intentar simplificar el videojuego.

## Videojuegos

### Serie principal
| Monster Hunter | Monster Hunter | Publicación original: 11 de marzo de 2004 (Japón) 12 de septiembre de 2004 (Norteamérica) 27 de mayo de 2005 (PAL) | 2004—PlayStation 2 |
| Inicialmente, solo fue lanzado en Japón, pero luego fue lanzado en América del Norte y Europa para PlayStation Portable con el título Monster Hunter Freedom. Una versión de Wii fue lanzada tiempo después, pero solo en Japón. Capcom lanzó una versión mejorada del videojuego para PlayStation 2 titulada Monster Hunter G. |                | Publicación original: 11 de marzo de 2004 (Japón) 12 de septiembre de 2004 (Norteamérica) 27 de mayo de 2005 (PAL) |                    |

| Monster Hunter 2 | Monster Hunter 2 | Publicación original: 16 de febrero de 2006 (Japón) 28 de agosto de 2007 (Norteamérica) 7 de septiembre de 2007 (PAL) | 2006—PlayStation 2 2007—PlayStation Portable |
| Capcom lanzó una versión mejorada del videojuego para PlayStation Portable en Norteamérica y Europa titulada Monster Hunter Freedom 2.Capcom lanzó una expansión de la versión mejorada para PlayStation Portable y iOS titulada Monster Hunter Freedom Unite. |                  | Publicación original: 16 de febrero de 2006 (Japón) 28 de agosto de 2007 (Norteamérica) 7 de septiembre de 2007 (PAL) |                                              |

| Monster Hunter Tri | Monster Hunter Tri | Publicación original: 1 de agosto de 2009 (Japón) 20 de abril de 2010 (Norteamérica) 23 de abril de 2010 (PAL) | 2009—Wii |
| Capcom lanzó una versión mejorada del videojuego para PlayStation Portable y PlayStation 3 solo en Japón titulada Monster Hunter Portable 3rd.Capcom lanzó una segunda versión mejorada para Nintendo 3DS y Wii U en Norteamérica y Europa titulada Monster Hunter 3 Ultimate. |                    | Publicación original: 1 de agosto de 2009 (Japón) 20 de abril de 2010 (Norteamérica) 23 de abril de 2010 (PAL) |          |

| Monster Hunter 4                                                                                                 | Monster Hunter 4 | Publicación original: 14 de septiembre de 2013 (Japón) 13 de febrero de 2015 (Norteamérica) 13 de febrero de 2015 (PAL) | 2013—Nintendo 3DS |
| Capcom lanzó una versión mejorada para Nintendo 3DS en Norteamérica y Europa titulada Monster Hunter 4 Ultimate. |                  | Publicación original: 14 de septiembre de 2013 (Japón) 13 de febrero de 2015 (Norteamérica) 13 de febrero de 2015 (PAL) |                   |

| Monster Hunter: World | Monster Hunter: World | Publicación original: 26 de enero de 2018 (Japón) 26 de enero de 2018 (Norteamérica) 26 de enero de 2018 (PAL) | 2018—PlayStation 4, Xbox One, Microsoft Windows |
| Lanzamiento simultáneo en todo el mundo.Capcom realizó múltiples cambios a la jugabilidad estándar destinados a las consolas domésticas y computadoras, como la eliminación de pantallas de carga entre zonas de mapas, mientras que el videojuego fue diseñado para que los nuevos jugadores puedan acceder a la serie. |                       | Publicación original: 26 de enero de 2018 (Japón) 26 de enero de 2018 (Norteamérica) 26 de enero de 2018 (PAL) |                                                 |

| Monster Hunter Rise | Monster Hunter Rise | Publicación original: 26 de marzo de 2021 (Japón) 26 de marzo de 2021 (Norteamérica) 26 de marzo de 2021 (PAL) | 2021—Nintendo Switch |
| Al igual que su entrega anterior, lanzamiento simultáneo en todo el mundo.Se lanzó más tarde una versión para PC el 12 de enero de 2022. En las consolas PlayStation 4, PlayStation 5, Xbox One y Xbox Series X/S fue lanzado el 20 de enero de 2023. |                     | Publicación original: 26 de marzo de 2021 (Japón) 26 de marzo de 2021 (Norteamérica) 26 de marzo de 2021 (PAL) |                      |

| Monster Hunter Wilds | Monster Hunter Wilds | Publicación original: 28 de febrero de 2025 (Japón) 28 de febrero de 2025 (Norteamérica) 28 de febrero de 2025 (PAL) | 2025—PlayStation 5, Xbox Series X/S, Microsoft Windows |
| Primer lanzamiento simultáneo en consolas y PC.Las regiones presentan variaciones del sistema climático que afectan las condiciones de caza. Las monturas permiten el intercambio entre dos armas. El modo enfoque destaca puntos débiles y permite ataques más precisos. |                      | Publicación original: 28 de febrero de 2025 (Japón) 28 de febrero de 2025 (Norteamérica) 28 de febrero de 2025 (PAL) |                                                        |

### Series derivadas
| Monster Hunter Frontier Online                               | Monster Hunter Frontier Online | Publicación original: 21 de junio de 2007 (Japón) | 2007—Microsoft Windows 2010 – Xbox 360 |
| El primer spin-off completo de MMORPG.Lanzado solo en Japón. |                                | Publicación original: 21 de junio de 2007 (Japón) |                                        |

| Monster Hunter Diary: Poka Poka Airou Village | Monster Hunter Diary: Poka Poka Airou Village | Publicación original: 26 de agosto de 2010 (Japón) | 2010—PlayStation Portable |
| Videojuego basado en las criaturas "Felyne", similares a los gatos, conocidas como Airou (アイルー Airū?) en los videojuegos japoneses.El videojuego solo fue lanzado en Japón.Capcom lanzó una versión expandida llamada Monster Hunter Diary: Poka Poka Airou Village G para PlayStation Portable.Capcom lanzó una adaptación con varias mejoras para Nintendo 3DS llamada Monster Hunter Diary: Poka Poka Airou Village DX |                                               | Publicación original: 26 de agosto de 2010 (Japón) |                           |

| Monster Hunter Dynamic Hunting                                               | Monster Hunter Dynamic Hunting | Publicación original: 1 de junio de 2011 (Japón) 1 de junio de 2011 (Norteamérica) 1 de junio de 2011 (PAL) | 2011—iOS |
| Primer videojuego de la serie que se estrena en iOS.Es un spin-off de lucha. |                                | Publicación original: 1 de junio de 2011 (Japón) 1 de junio de 2011 (Norteamérica) 1 de junio de 2011 (PAL) |          |

| Monster Hunter: Massive Hunting                               | Monster Hunter: Massive Hunting | Publicación original: 2012 (Japón) | 2012—iOS |
| Es un videojuego diferente de Monster Hunter Dynamic Hunting. |                                 | Publicación original: 2012 (Japón) |          |

| Monster Hunter: Frontier G | Monster Hunter: Frontier G | Publicación original: 17 de abril de 2013 (Japón) | 2013—Microsoft Windows, Xbox 360, PlayStation 3, Wii U 2014—PlayStation Vita |
| Es el segundo spin-off MMORPG de la franquicia.Una expansión del videojuego llamada Monster Hunter: Frontier Z se lanzó en Wii U, PlayStation 4, PlayStation 3, PlayStation Vita y Xbox 360.Una actualización del videojuego llamada Monster Hunter: Frontier ZZ fue lanzado para PlayStation 4, PlayStation 3, PlayStation Vita y PC. Las versiones de Wii U y Xbox 360 fueron descontinuadas. |                            | Publicación original: 17 de abril de 2013 (Japón) |                                                                              |

| Monster Hunter Online | Monster Hunter Online | Publicación original: 18 de agosto de 2013 (China) | 2013—Microsoft Windows |
| Es el tercer spin-off MMORPG de la serie, siendo una colaboración entre Tencent y Capcom.Usa el motor de juego CryEngine 3 de Crytek.Es un videojuego gratuito.Aunque fue desarrollado principalmente para jugadores chinos y solo utiliza el idioma chino, el videojuego no posee un bloqueo regional y solo está limitado por las limitaciones del idioma. Tencent aprobó la distribución de un parche en inglés creado por un grupo de fanáticos en mayo de 2016. |                       | Publicación original: 18 de agosto de 2013 (China) |                        |

| Monster Hunter Spirits | Monster Hunter Spirits | Publicación original: 5 de junio de 2015 (Japón) | 2015—Arcade |
| Es un spin-off para máquinas recreativas, cuya jugabilidad se basa en cartas.Producido por Capcom en colaboración con Marvelous. |                        | Publicación original: 5 de junio de 2015 (Japón) |             |

| Monster Hunter Explore                                                                                                 | Monster Hunter Explore | Publicación original: 3 de septiembre de 2015 (Japón) | 2015—iOS, Android |
| Es un spin-off de la serie, con jugabilidad simplificada.Anteriormente, el videojuego se llamaba Monster Hunter Smart. |                        | Publicación original: 3 de septiembre de 2015 (Japón) |                   |

| Monster Hunter Generations | Monster Hunter Generations | Publicación original: 28 de noviembre de 2015 (Japón) 15 de julio de 2016 (Norteamérica) | 2015—Nintendo 3DS 2017—Nintendo Switch |
| Su jugabilidad tiene más énfasis en la acción y la personalización.Fue lanzado en Japón como Monster Hunter X.Capcom lanzó una versión mejorada para Nintendo 3DS y Nintendo Switch en Japón titulada Monster Hunter XX. El lanzamiento mundial de esta versión solo fue estrenado en Nintendo Switch y fue titulada Monster Hunter Generations Ultimate. |                            | Publicación original: 28 de noviembre de 2015 (Japón) 15 de julio de 2016 (Norteamérica) |                                        |

| Monster Hunter Stories | Monster Hunter Stories | Publicación original: 8 de octubre de 2016 (Japón) 8 de septiembre de 2017 (Norteamérica) | 2016—Nintendo 3DS |
| Su jugabilidad es parecida a la de los videojuegos de rol tradicionales y se enfoca menos en los elementos de acción.Posee combates por turnos. |                        | Publicación original: 8 de octubre de 2016 (Japón) 8 de septiembre de 2017 (Norteamérica) |                   |

| Monster Hunter Stories 2 | Monster Hunter Stories 2 | Publicación original: 9 de julio de 2021 (Japón) 9 de julio de 2021 (Norteamérica) | 2021—Nintendo Switch, Microsoft Windows |
| Al igual que su entrega anterior, su jugabilidad es parecida a la de los videojuegos de rol tradicionales y se enfoca menos en los elementos de acción.Posee combates por turnos. |                          | Publicación original: 9 de julio de 2021 (Japón) 9 de julio de 2021 (Norteamérica) |                                         |

## Otros medios

### Cine
La idea de una película basada en la franquicia ha existido desde 2012 debido al director Paul W. S. Anderson. La película fue anunciada formalmente por Capcom en octubre de 2018, y la producción comenzó ese mes con Impact Pictures y Constantin Film, cuyo estreno fue el 4 de diciembre de 2020. La película gira en torno a un grupo de fuerzas especiales de las Naciones Unidas que llegan a una dimensión alternativa donde los cazadores (Hunters) luchan contra monstruos. Las fuerzas especiales se unirán a los cazadores para evitar que los monstruos viajen a través del portal a la Tierra. La película es protagonizada por Milla Jovovich, Ron Perlman, T.I. Harris, Diego Boneta y Tony Jaa.

### Anime
En 2016 se estrenó un anime llamado Monster Hunter Stories: Ride On, que está basado en el videojuego Monster Hunter Stories y mantiene la misma temática y personajes. En el videojuego, los protagonistas crían y montan a los monstruos para cazar con ellos en lugar de hacerlo de forma convencional.
Una serie de cortos de anime titulados MonHun Nikki Girigiri Airū-mura Airū Kiki Ippatsu fueron emitidos en 2010. Una secuela, MonHun Nikki Girigiri Airu-mura G fue emitida en 2011.

### Manga y cómic
Un manga titulado Monster Hunter Orage fue publicado conjuntamente por Kōdansha y Capcom en abril de 2008. El autor es Hiro Mashima.
Entre junio de 2010 y mayo de 2011 fue publicado Monster Hunter Episode, que es una serie oficial de novelas y mangas sobre la franquicia. El autor es Ryuta Fuse.
En 2011 fue publicado el manga Monster Hunter Flash, creado por Keiichi Hikami y Shin Yamamoto, basado en Monster Hunter Episode. En ese mismo año se comenzó a publicar Monster Hunter Epic, cuyo autor es Ryuta Fuse. Es publicado en la revista Capbon!.
Algunos elementos de Monster Hunter fueron incorporados en el cómic crossover Worlds Unite de Archie Comics, que incluyó a varias otras franquicias de Capcom y Sega.

### Juego de cartas
Un juego de cartas coleccionables llamado Monster Hunter Hunting Card fue lanzado en octubre de 2008.

### Especial animado
Capcom y Pure Imagination Studios anunciaron que están trabajando en un especial animado en 3D titulado Monster Hunter: Legends of the Guild, que estará disponible en 2019. El especial será escrito por Joshua Fine, y contará con un cazador incipiente que derrota a un Elder Dragon.

### Otros videojuegos
Una versión femenina de un cazador es un personaje descargable en Marvel vs. Capcom: Infinite. El videojuego también presenta un escenario llamado "Valkanda", que combina a Val Habar de la cuarta entrega con Wakanda del universo Marvel.
Rathalos, uno de los principales monstruos de la serie, apareció como un monstruo de los eventos especiales en Final Fantasy XIV, como parte de un evento de promoción cruzada con Monster Hunter World. Rathalos también aparece como jefe y trofeo de asistencia en el videojuego crossover de Nintendo Switch, Super Smash Bros. Ultimate.

## Recepción
Desde su debut, la serie había vendido 28 millones de unidades al 31 de marzo de 2014. Al 17 de febrero de 2015, la serie había vendido 32 millones de unidades. En junio de 2017, Capcom reportó más de 40 millones de unidades vendidas. A partir de diciembre de 2018, la serie es la segunda serie de videojuegos más vendida de Capcom, después de Resident Evil, con 53 millones de unidades vendidas.
En los tres días posteriores al lanzamiento, Monster Hunter: World vendió más de cinco millones de unidades (incluidas las ventas digitales), según Capcom, y elevó las ventas totales de la serie a más de 45 millones a finales de enero de 2018. A principios de marzo de 2018, Monster Hunter: World había alcanzado una venta combinada (físico y digital) de 7.5 millones de unidades, por lo que se convirtió en el videojuego más vendido de Capcom en su historia. A mediados de agosto de 2018, luego del lanzamiento de Monster Hunter: World a computadoras personales, el título había vendido más de 10 millones de unidades y las ventas totales en la serie superaban los 50 millones de unidades. Más del 70% de las ventas mundiales se realizaron fuera de Japón, un hito importante para Capcom y que ayudó a mejorar su rentabilidad durante el año fiscal 2018.
Las ventas mundiales totales de los videojuegos de Monster Hunter que exceden 1 millón de unidades, hasta el 31 de diciembre de 2018, se enumeran a continuación:
| Title                                    | Ventas (en millones de unidades) A diciembre de 2018 |
| ---------------------------------------- | ---------------------------------------------------- |
| Monster Hunter World                     | 20                                                   |
| Monster Hunter Portable 3/Freedom 3      | 4.9                                                  |
| Monster Hunter X/Generations             | 4.3                                                  |
| Monster Hunter 4G/4 Ultimate             | 4.2                                                  |
| Monster Hunter 4                         | 4.1                                                  |
| Monster Hunter Portable 2G/Freedom Unite | 3.8                                                  |
| Monster Hunter XX/Generations Ultimate   | 3.0                                                  |
| Monster Hunter 3G/3 Ultimate             | 2.6                                                  |
| Monster Hunter Portable 2/Freedom 2      | 2.4                                                  |
| Monster Hunter 3                         | 1.9                                                  |